# Eleição parlamentar na Argentina em 2023
A eleição parlamentar na Argentina em 2023 ocorreu no dia 22 de outubro de 2023 que elegeu 130 dos 257 membros da Câmara de Deputados da Nação Argentina, e 24 dos 72 membros do Senado da Nação Argentina para o período de 2023 a 2027. Simultaneamente ocorreu o primeiro turno da eleição presidencial. Concomitante, ao nível das províncias, também ocorreu a eleição de 21 governadores, assim como a do chefe de governo da Cidade Autônoma de Buenos Aires.

## Sistema eleitoral
Os 257 membros da Câmara dos Deputados foram eleitos por representação proporcional em 24 círculos eleitorais plurianuais baseados nas províncias (mais a Cidade Autônoma de Buenos Aires). Os assentos são alocados usando o método d'Hondt com um limite eleitoral de 3%. Nesta eleição, 130 das 257 cadeiras tiveram que ser renovadas para um mandato de quatro anos.
| Província              | Câmara dos Deputados | Câmara dos Deputados |
| Província              | Deputados            | A renovar            |
| ---------------------- | -------------------- | -------------------- |
| Buenos Aires           | 70                   | 35                   |
| Cidade de Buenos Aires | 25                   | 12                   |
| Catamarca              | 5                    | 2                    |
| Chaco                  | 7                    | 3                    |
| Chubut                 | 5                    | 3                    |
| Córdoba                | 18                   | 9                    |
| Corrientes             | 7                    | 4                    |
| Entre Ríos             | 9                    | 4                    |
| Formosa                | 5                    | 3                    |
| Jujuy                  | 6                    | 3                    |
| La Pampa               | 5                    | 2                    |
| La Rioja               | 5                    | 3                    |
| Mendoza                | 10                   | 5                    |
| Misiones               | 7                    | 4                    |
| Neuquén                | 5                    | 2                    |
| Rio Negro              | 5                    | 3                    |
| Salta                  | 7                    | 4                    |
| São João               | 6                    | 3                    |
| San Luis               | 5                    | 2                    |
| Santa Cruz             | 5                    | 2                    |
| Santa Fé               | 19                   | 10                   |
| Santiago del Estero    | 7                    | 4                    |
| Terra do Fogo          | 5                    | 3                    |
| Tucumán                | 9                    | 5                    |
| Total                  | 257                  | 130                  |